# Pierre Adolphe Lesson
Pour les articles homonymes, voir Lesson.
Pierre Adolphe Lesson, né à Rochefort le 24 mai 1805 où il est mort le 16 mai 1888, est un chirurgien de marine et botaniste français ayant pris part à plusieurs voyages d'exploration scientifique dans le Pacifique.

## Biographie
Frère cadet de René Primevère Lesson, il entre à l’École de médecine navale de Rochefort en 1821. Nommé chirurgien de 3e classe, il s'embarque en 1824 sur la Durance pour un premier voyage à destination de Terre-Neuve.
De 1826 à 1828, recommandé par Jean René Constant Quoy, il participe en tant que pharmacien et botaniste au voyage de l'Astrolabe de Jules Dumont d'Urville dont le chirurgien en chef est Joseph Paul Gaimard. Il visite notamment la Nouvelle-Guinée, la Nouvelle-Zélande, les Fidji, les Tonga.
Après son retour, il est fait chevalier de la Légion d'honneur et publie en 1832 le tome consacré à la botanique du Voyage autour du monde à bord de l'Astrolabe accompagné de deux atlas décrivant les plus de 6 000 variétés de plantes qu'il a ramenées et inventoriées en collaboration avec Achille Richard. Il obtient également son doctorat de médecine à la faculté de Montpellier avec une thèse sur la dysenterie qui a frappé l'équipage et dont il a été lui-même victime.
De 1834 à 1837 il navigue à bord du Hussard sous le commandement de M. de Cambray, passant par Terre-Neuve, les Antilles et le Mexique.
En 1839 il s'embarque à nouveau sur le brick Pylade commandé par le capitaine de corvette Louis Félix Bernard à destination du Rio de la Plata où il participe pendant près de huit mois au blocus de Buenos Aires par la flotte française. Il passe ensuite le cap Horn et fait escale à Valparaiso avant de gagner les îles de Mangareva où il rencontre à Aukena les pères Honoré Laval et Cyprien Liausu (en) ainsi que le roi Maputeva, puis les Marquises où sont signés au nom de la France des traités de paix avec les tribus locales. Les étapes suivantes ont lieu aux îles Sandwich où il rencontre le roi Kamehameha III et à Tahiti où il fait la connaissance de Jacques-Antoine Moerenhout et George Pritchard et rend visite à la reine Pomare IV. Le Pylade retourne à Valparaiso fin août 1840 puis multiplie les escales sur les côtes d'Amérique du Sud (Cobija, Iquique, Callao, San Carlos sur l'île de Chiloé, Valdivia, Talcahuano) et centrale (Realego au Nicaragua, San Carlos au Salvador, Acapulco) avant de repasser le cap Horn fin 1841 pour regagner la France via Rio de Janeiro.
En 1843, Lesson est nommé médecin-chef des Marquises, qui ont été annexées par la France l'année précédente. Il embarque alors sur la frégate Uranie en compagnie du capitaine de vaisseau Armand Joseph Bruat, nommé commissaire des Îles du Pacifique. Ils font escale à Gorée, Rio et Valparaiso, avant d'atteindre Nuku Hiva puis Papeete où Bruat doit relever l'amiral Dupetit-Thouars. Lesson met en place l'infrastructure de santé sur les îles et passe six ans à organiser les soins, aussi bien pour les malades de la typhoïde que pour les soldats blessés dans les combats avec les maoris. En 1849, un nouveau gouverneur est nommé, Louis Adolphe Bonard, mais Lesson, malade et épuisé, est rapatrié en France où il obtient un congé d'invalidité avant d'être mis à la retraite en 1854.
Il se retire alors dans la maison familiale de Rochefort (aujourd'hui rue Lesson) où il rédige une somme en quatre tomes sur les Polynésiens. Il meurt en 1888, léguant sa collection d'objets ethnographiques à la Société de géographie de Rochefort : elle est actuellement conservée au musée Hèbre de Saint-Clément.

## Publications
- A. Lesson et A. Richard, Voyage de découvertes de l'Astrolabe, exécuté par ordre du Roi pendant les années 1826-1827-1828-1829 sous le commandement de M. J. Dumont d'Urville. Botanique, Paris, J. Tastu, 1832 (lire en ligne)
- Voyage aux îles de Mangareva, Rochefort, éditions Mercier et Devois, 1844
- Notes sur l'identité de la calenture et du delirium tremens, Rochefort, Triaud et Guy, 1876
- « Vanikoro et ses habitants », Revue d'Anthropologie, t. 5,‎ 1876, p. 252-272 (lire en ligne)
- Les Polynésiens, leur origine, leurs migrations, leur langage, Paris, Ernest Leroux, 1883
- « Légendes géographiques des îles Marquises », Bulletin de la Société de Géographie de Rochefort, t. 5,‎ 1883, p. 3-29
- Légendes des îles Hawaii tirées de Fornander et commentées avec une réponse à M. de Quatrefages, Niort, Clouzot, 1884